# Shuiskite
La shuiskite è un minerale.